# Karl Podach
Karl Podach (* 14. November 1901 in Budapest; † 23. Januar 1983 in Berlin) war ein deutscher Politiker (SPD).
Karl Podach besuchte eine Realschule und anschließend ein Technikum. Er arbeitete als Konstrukteur und Büroleiter. Von 1929 bis 1933 war er überwiegend arbeitslos. 1938 leitete er eine Fabrik, ab 1941 war er erneut Konstrukteur und Hersteller von Elektrowärmegeräten.
Nach dem Zweiten Weltkrieg arbeitete Podach weiterhin als Hersteller von Elektrowärmegeräten und ab 1950 in einem Notstandsprogramm. Im Oktober 1959 rückte er in das Abgeordnetenhaus von Berlin nach, da Werner Matthies aus dem Parlament ausschied. Bis 1963 blieb Podach im Abgeordnetenhaus.